# Rivergrove
Rivergrove è una città degli Stati Uniti d'America situata nell'Oregon, nella Contea di Clackamas e in parte nella Contea di Washington.